# Haus Neumarkt 16

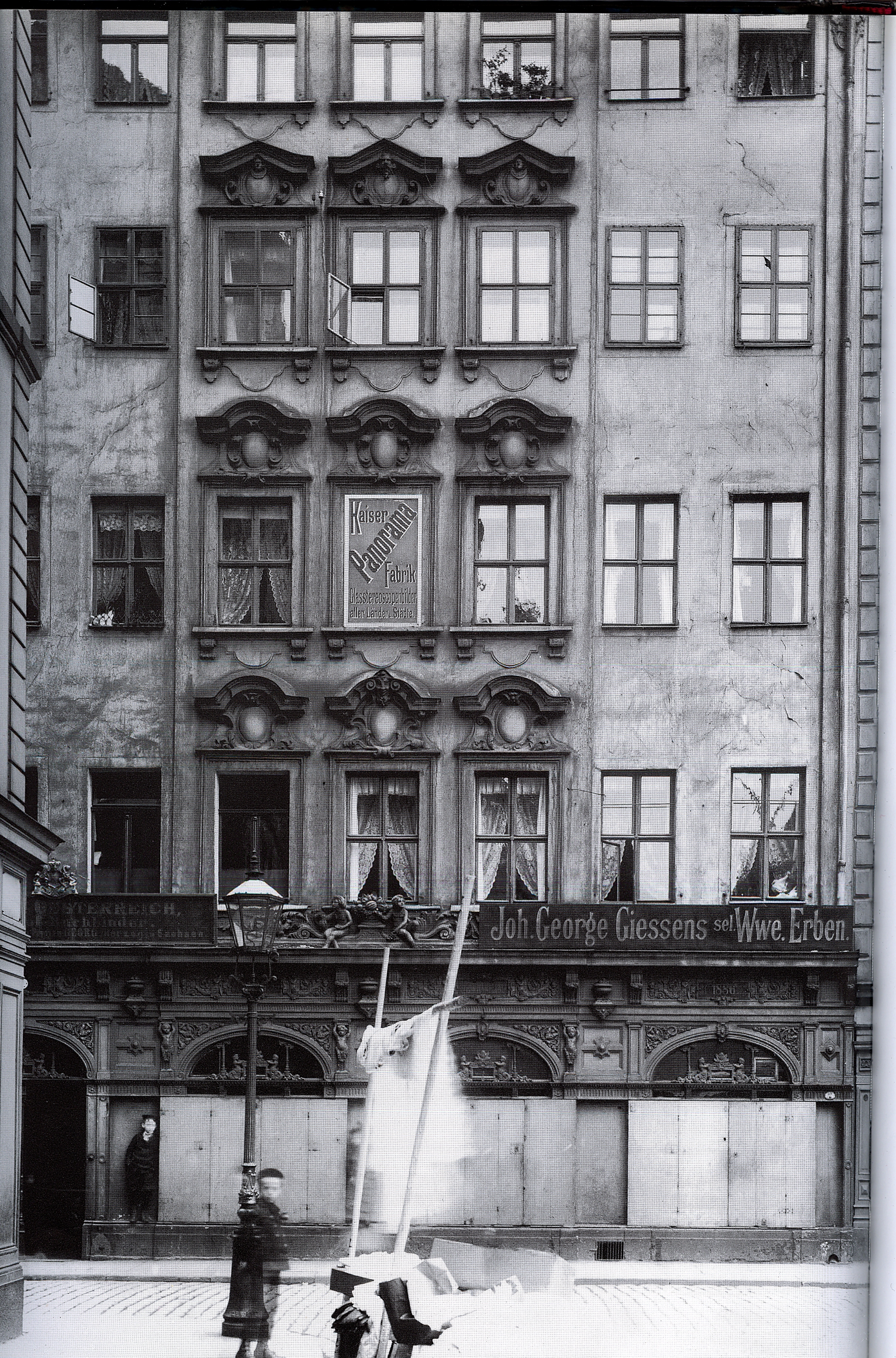
Dresden, Neumarkt 16

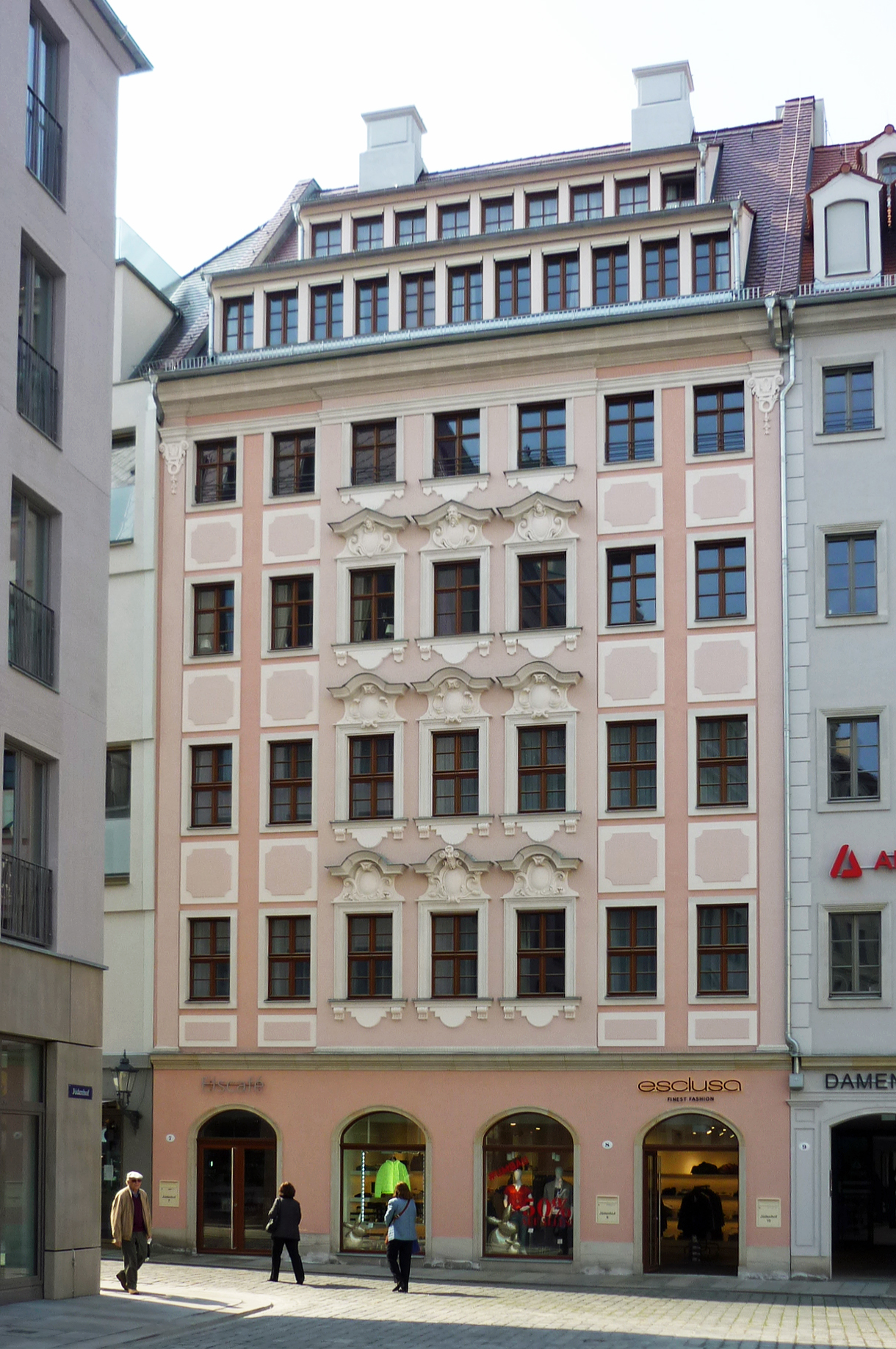
Beutlersches Haus (Neubau, 2018)

Das Haus Neumarkt 16 (auch Beutlersches Haus) war ein barockes Wohngebäude in Dresden. Es wurde 1706 erbaut und 1945 zerstört. Von 2015 bis 2016 wurde die Fassade des Hauses rekonstruiert, die neue Adresse lautet: Jüdenhof 7 und 8.

## Beschreibung
Das Gebäude am Neumarkt 16 war sieben Achsen breit und fünf Geschosse hoch. Es wurde im Jahre 1706 für den Hof-Beutler und Lederhändler George Trömer von Georg Haase im Stil des böhmischen Barock erbaut.
Die Fassade wurde an den Seiten durch zwei schmale Lisenen mit Phantasiekapitellen eingefasst. Die Achsen der Rücklagen zeigten einfache, glattgerahmte Fenster. Zwischen diesen Rücklagen-Fenstern befanden sich früher aufgemalte quadratische Felder. Der Mittelrisalit war als flach heraustretende Vorlage geformt. Er war drei Achsen breit und mit profilierten Fenstergewänden geschmückt.
Über den Fenstern im ersten Obergeschoss befanden sich Fensterverdachungen in Form von verkröpften Segmentbogengiebeln mit geraden Seitenteilen. Unter diesen Verdachungen befanden sich ovale Kartuschen mit Rankenwerk, während die Fensterverdachung über dem Mittelfenster des ersten Obergeschosses zusätzlich noch mit einem Kopf eines bärtigen Mannes zwischen Voluten geschmückt war.
Im zweiten Obergeschoss waren die verkröpften Fensterverdachungen wellenförmig geschwungen; darunter Verdachungen mit ovalen Kartuschen mit Rankenwerk. Im dritten Obergeschoss waren die Fensterverdachungen mit Dreiecksgiebeln gestaltet worden, darunter grotesk wirkende Männerfratzen. Die Fenster im vierten Obergeschoss waren nicht mehr mit Fensterverdachungen geschmückt, sondern durch den über sie hinweglaufenden Architrav des Hauptgebälks.
Die Fenster des zweiten bis vierten Obergeschosses ruhten auf einem Sohlbankdekor bestehend aus Konsolen, dazwischen befanden sich lambrequinartig geformte Putzspiegel.

## Kunstgeschichtliche Bedeutung
Die Häuser Landhausstraße 25 und Neumarkt 16 gelten als „Frühwerke“ Georg Haases. So zeigten beide Bauten große, weite Fassaden mit schwerem Verdachungsdekor und „überschlanken seitlichen Lisenen“, die laut Stefan Hertzig noch nicht in dem „ausgesucht harmonischen Verhältnis zueinander [standen], das die reifen Werke Haases der 1710er Jahre prägen sollte“.